# Opsina

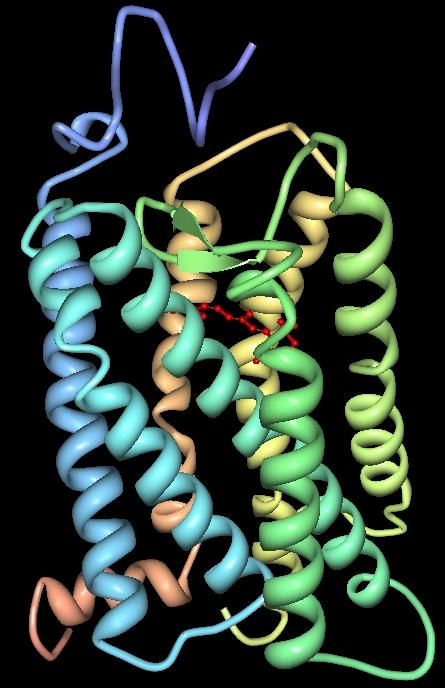
Rodopsina bovina

L'opsina è una proteina transmembrana con sette alfa eliche che viene attivata quando il retinale (antagonista chimico, legato all'opsina e derivato dalla vitamina A) subisce una modificazione nella conformazione molecolare a seguito dell'assorbimento della luce.